# Campeonato Descentralizado 1971
En el Campeonato Descentralizado de 1971, se admitió a cuatro equipos de la Segunda categoría (Copa Perú en las provincias y Segunda división en caso de Lima), volviendo al antiguo campeonato de 16 equipos. Las bases establecían que los tres últimos perderían la categoría y los dos primeros irían representando al Perú a la Copa Libertadores de 1972.
El torneo se jugó en dos rondas con un sistema de todos-contra-todos. El balón oficial fue el Adidas Telstar (n.º 607).
Confirmando su gran momento bajo la dirección del técnico uruguayo Roberto Scarone, Universitario superó ampliamente a sus rivales en el plano local y se coronó campeón nacional con dos fechas de anticipación, la "U" sólo perdió dos veces en las 30 fechas del certamen.

## Ascensos y descensos
| Posición | Ascendidos de la Segunda 70 y Copa Perú 1971        |
| -------- | --------------------------------------------------- |
| 1º       | Atlético Deportivo Olímpico (Segunda División 1970) |
| 1º       | FBC Melgar (Copa Perú 1971)                         |
| 2º       | Unión Tumán (Copa Perú 1971)                        |
| 3º       | José Gálvez FBC (Copa Perú 1971)                    |

| Posición | Descendidos del Descentralizado 1970 |
| -------- | ------------------------------------ |
| 13º      | Deportivo Sima                       |
| 14º      | Atlético Grau                        |

## Equipos participantes
| Club                        | Ciudad   | Entrenador           |
| --------------------------- | -------- | -------------------- |
| Alianza Lima                | Lima     | José Gomes Nogueira  |
| Atlético Deportivo Olímpico | Callao   | Pedro Valdivieso     |
| Atlético Torino             | Talara   | César Cubilla        |
| Carlos A. Mannucci          | Trujillo | Antonio Sanguinetto  |
| Defensor Arica              | Lima     | Marcos Calderón      |
| Defensor Lima               | Lima     | Roque Gastón Máspoli |
| Deportivo Municipal         | Lima     | Roberto Drago        |
| José Gálvez                 | Chimbote | Juan Honores         |
| Juan Aurich                 | Chiclayo | Miguel Ortega        |
| Octavio Espinosa            | Ica      | Daniel Ruiz          |
| Porvenir Miraflores         | Lima     | José Chiarella       |
| Melgar                      | Arequipa | Walter Milera        |
| Sport Boys                  | Callao   | Zózimo               |
| Sporting Cristal            | Lima     | Rudi Gutendorf       |
| Unión Tumán                 | Tumán    | Sabino Bártoli       |
| Universitario               | Lima     | Roberto Scarone      |

### Distribución geográfica
| Departamento | Equipos                                                                                                  |
| ------------ | --- |
| Lima         | Alianza Lima Defensor Arica Defensor Lima Deportivo Municipal Sporting Cristal Universitario de Deportes |
| Callao       | ADO Sport Boys                                                                                           |
| Lambayeque   | Juan Aurich Unión Tumán                                                                                  |
| Piura        | Atlético Grau Atlético Torino                                                                            |
| Áncash       | José Gálvez                                                                                              |
| Arequipa     | FBC Melgar                                                                                               |
| Huánuco      | León de Huánuco                                                                                          |
| La Libertad  | Carlos A. Mannucci                                                                                       |

| Atlético Grau Atlético Torino Juan Aurich Unión Tumán Carlos A. Mannucci León de Huánuco José Gálvez FBC Melgar Alianza Lima Defensor Arica Defensor Lima Dep. Municipal ADO Boys Sporting Cristal Universitario |

### Cambios de entrenadores
Los entrenadores interinos aparecen en cursiva. 
| Club                | Entrenador           | Fechas      |
| ------------------- | -------------------- | ----------- |
| Atlético Torino     | Diego Agurto         | 7.º - 22.º  |
| Atlético Torino     | César Cubilla        | 23.º - 30.º |
| Juan Aurich         | Juan Honores         | 1.º - 8.º   |
| Juan Aurich         | Juan Seminario       | 9.º - 10.º  |
| Juan Aurich         | Miguel Ortega        | 11.º - 30.º |
| Carlos A. Mannucci  | Antonio Sanguinetto  | 1.º - 16.º  |
| Carlos A. Mannucci  | David Rodríguez      | 17.º - 24.º |
| Carlos A. Mannucci  | Moacyr Pinto         | 25.º - 30.º |
| Defensor Lima       | Manuel Giúdice       | 1.º - 11.º  |
| Defensor Lima       | Roque Gastón Máspoli | 12.º - 30.º |
| José Gálvez         | Juan Honores         | 9.º - 20.º  |
| José Gálvez         | Alfonso Huapaya      | 21.º - 30.º |
| Porvenir Miraflores | Dimas Zegarra        | 1.º - 3.º   |
| Porvenir Miraflores | Amadeo Carrizo       | 4.º - 7.º   |
| Porvenir Miraflores | Javier Mascaró       | 8.º - 19.º  |
| Porvenir Miraflores | José Chiarella       | 20.º - 30.º |
| Melgar              | Walter Milera        | 1.º - 14.º  |
| Melgar              | Norberto Fernández   | 15.º - 30.º |

## Tabla de posiciones
| Pos. | Equipos                     | PJ | PG | PE | PP | GF | GC | Dif. | Pts |
| ---- | --------------------------- | -- | -- | -- | -- | -- | -- | ---- | --- |
| 1    | Universitario (C)           | 30 | 18 | 10 | 2  | 57 | 20 | +37  | 46  |
| 2    | Alianza Lima                | 30 | 16 | 8  | 6  | 50 | 25 | +25  | 40  |
| 3    | Defensor Lima               | 30 | 14 | 11 | 5  | 48 | 30 | +18  | 39  |
| 4    | Sporting Cristal            | 30 | 13 | 12 | 5  | 50 | 36 | +14  | 38  |
| 5    | Deportivo Municipal         | 30 | 14 | 9  | 7  | 47 | 34 | +13  | 37  |
| 6    | Juan Aurich                 | 30 | 15 | 6  | 9  | 48 | 37 | +11  | 36  |
| 7    | FBC Melgar                  | 30 | 10 | 14 | 6  | 40 | 30 | +10  | 34  |
| 8    | Atlético Torino             | 30 | 10 | 10 | 10 | 30 | 38 | -8   | 30  |
| 9    | Sport Boys                  | 30 | 9  | 11 | 10 | 30 | 27 | +3   | 29  |
| 10   | Unión Tumán                 | 30 | 9  | 8  | 13 | 38 | 50 | -12  | 26  |
| 11   | Carlos Mannucci             | 30 | 7  | 10 | 13 | 43 | 49 | -6   | 24  |
| 12   | Defensor Arica              | 30 | 8  | 8  | 14 | 30 | 46 | -16  | 24  |
| 13   | José Gálvez                 | 30 | 5  | 10 | 15 | 27 | 50 | -23  | 20  |
| 14   | Atlético Deportivo Olímpico | 30 | 5  | 10 | 15 | 32 | 56 | -24  | 20  |
| 15   | Octavio Espinosa            | 30 | 6  | 7  | 17 | 26 | 43 | -17  | 19  |
| 16   | Porvenir Miraflores         | 30 | 3  | 12 | 15 | 38 | 63 | -25  | 18  |

(C): Campeón
|  | Clasificados a la Copa Libertadores 1972. |
|  | Descendidos a la Segunda División 1972.   |
|  | Descendido a la Copa Perú 1972.           |

|                          |
| Campeón Nacional         |
| Universitario 14º título |

## Goleadores
| Jugador   | Jugador                 | Goles | Equipo                    |
| --------- | ----------------------- | ----- | ------------------------- |
| Peruano   | Manuel Mellán           | 25    | Deportivo Municipal       |
| Peruano   | Teófilo Cubillas        | 22    | Alianza Lima              |
| Peruano   | Alberto Gallardo        | 22    | Sporting Cristal          |
| Brasileño | Vinha de Souza          | 17    | Porvenir Miraflores       |
| Peruano   | Eladio Reyes            | 15    | Juan Aurich               |
| Peruano   | Roberto Agüero          | 15    | Carlos A. Mannucci        |
| Peruano   | Félix Juárez            | 14    | Atlético Torino           |
| Peruano   | Héctor Bailetti         | 13    | Universitario de Deportes |
| Peruano   | Alejandro Gonzales      | 13    | A.D.O                     |
| Peruano   | Víctor Zegarra          | 12    | Alianza Lima              |
| Peruano   | Juan José Ávalos        | 12    | Defensor Arica            |
| Peruano   | Carlos Gonzales Pajuelo | 12    | Sporting Cristal          |
| Argentino | Pedro Alexis González   | 12    | Defensor Lima             |
| Peruano   | Hugo Sotil              | 11    | Deportivo Municipal       |
| Peruano   | Luis Ponce Arroé        | 11    | FBC Melgar                |
| Peruano   | Oswaldo Ramírez         | 11    | Universitario de Deportes |

## Reconocimientos

### Premios anuales
| Premio                     | Ganador                                                  |
| -------------------------- | -------------------------------------------------------- |
| Mejor Equipo               | Universitario de Deportes                                |
| Bota de Oro                | Teófilo Cubillas (Alianza Lima)                          |
| Entrenador del año         | Roberto Scarone (Universitario de Deportes)              |
| Portero del año            | Humberto Horacio Ballesteros (Universitario de Deportes) |
| Jugador extranjero del año | Vinha de Souza (Porvenir Miraflores)                     |
| Jugador joven del año      | Hugo Sotil (Deportivo Municipal)                         |
| Jugador veterano del año   | Alberto Gallardo (Sporting Cristal)                      |
| Jugador revelación         | Manuel Mellán (Deportivo Municipal)                      |
| Jugador decepción          | Ángel Clemente Rojas (Deportivo Municipal)               |